# Сіроха Леонід Карпович
Сіро́ха Леоні́д Ка́рпович — учасник Афганської війни 1979–1989 років, проживає в місті Бердичів.
Начальник юридичної служби Бердичівської спілки ветеранів-афганців, адвокат.

## Нагороди
- орден «За заслуги» III ступеня (13.2.2015)
- орден "За Розбудову України"  (1.12.2016)
- Грамота Верховної Ради України (31.05.2019)
- Почесна Грамота  Кабінету Міністрів України (28.10.2020)
- Орден НААУ "Видатний адвокат України" (10.08.2021)